# Saint-Front-d'Alemps
Saint-Front-d'Alemps is een gemeente in het Franse departement Dordogne (regio Nouvelle-Aquitaine) en telt 272 inwoners (2004). De plaats maakte deel uit van het arrondissement Périgueux. Na de aanpassing van de arrondissementsgrenzen vanaf 2017 door het arrest van 30 december 2016 behoort zij tot het arrondissement Nontron.

## Geografie
De oppervlakte van Saint-Front-d'Alemps bedraagt 19,0 km², de bevolkingsdichtheid is 14,3 inwoners per km².
De onderstaande kaart toont de ligging van Saint-Front-d'Alemps met de belangrijkste infrastructuur en aangrenzende gemeenten.

## Demografie
Onderstaande figuur toont het verloop van het inwonertal (bron: INSEE-tellingen).